# Місячний лавовий тунель

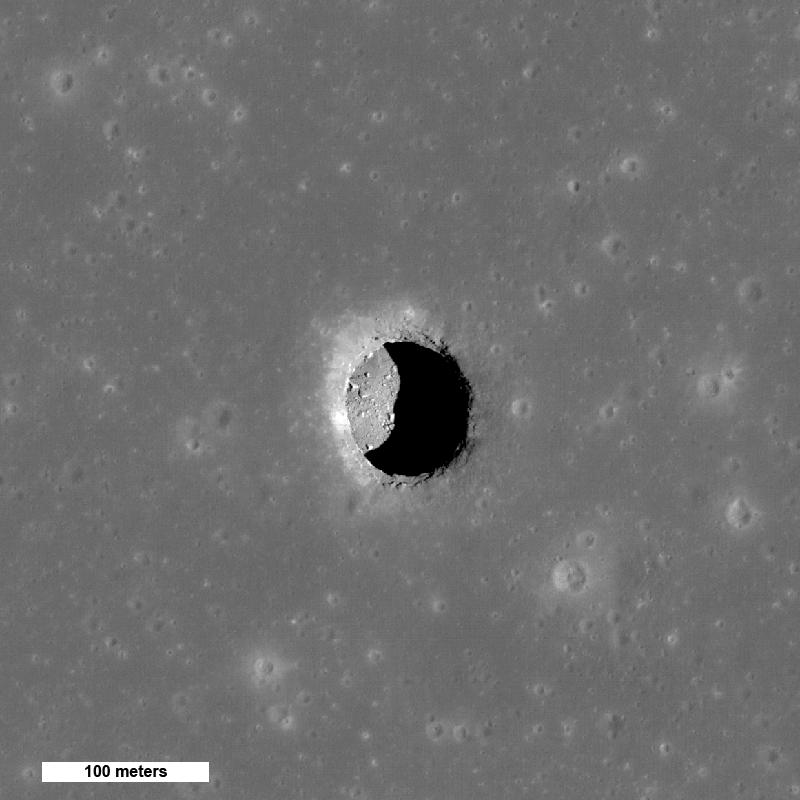
100-метровий місячний провал може забезпечити доступ до лавового тунелю.

Місячні лавові тунелі — лавові тунелі на Місяці, що утворилися під час виверження потоків базальтової лави. Коли поверхня потоку лави охолоджується, вона твердне, і лава може рухатись під поверхнею як по тунелю. Коли потік лави зменшується, тунель може стікати, утворюючи порожнину. Місячні лавові тунелі утворюються на похилих поверхнях, кут яких коливається від 0,4° до 6,5°. Ці тунелі можуть мати ширину 500 м перш ніж вони стануть нестійкими до гравітаційного обвалу. Однак стабільні тунель все ще можуть бути порушені сейсмічними подіями або бомбардуванням метеоритами.
Існування лавового тунелю іноді виявляється за наявністю «вікна», місця, в якому дах тунелю зруйнувався, залишивши круглий отвір, який можна спостерігати за допомогою місячних орбітальних апаратів.

## Свідчення від спостереження

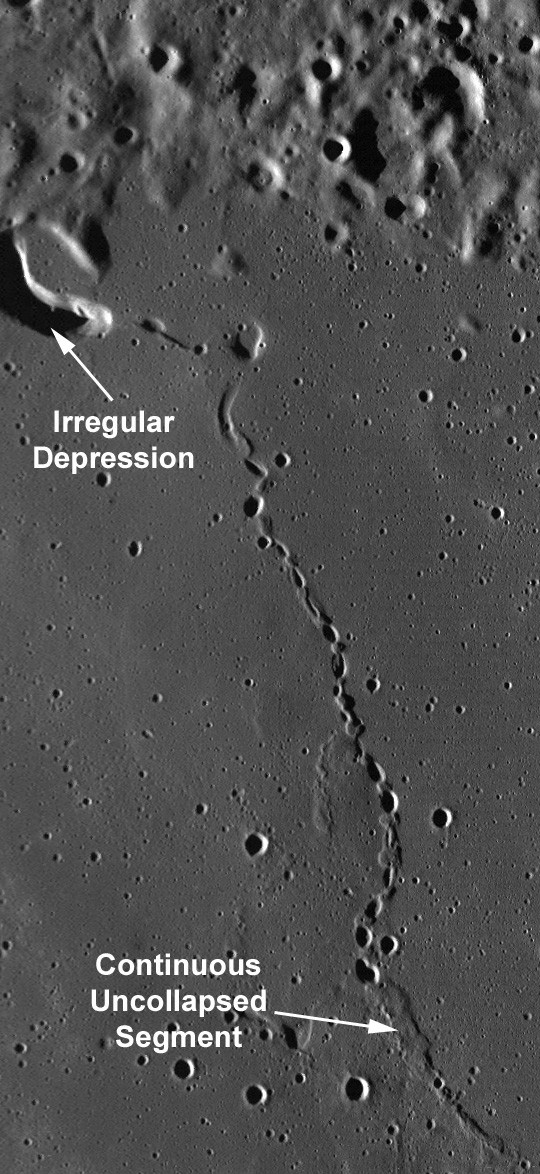
Звивистий 50-кілометровий ланцюг ям обвалення переходить в суцільний незруйнований сегмент місячного лавового тунелю.

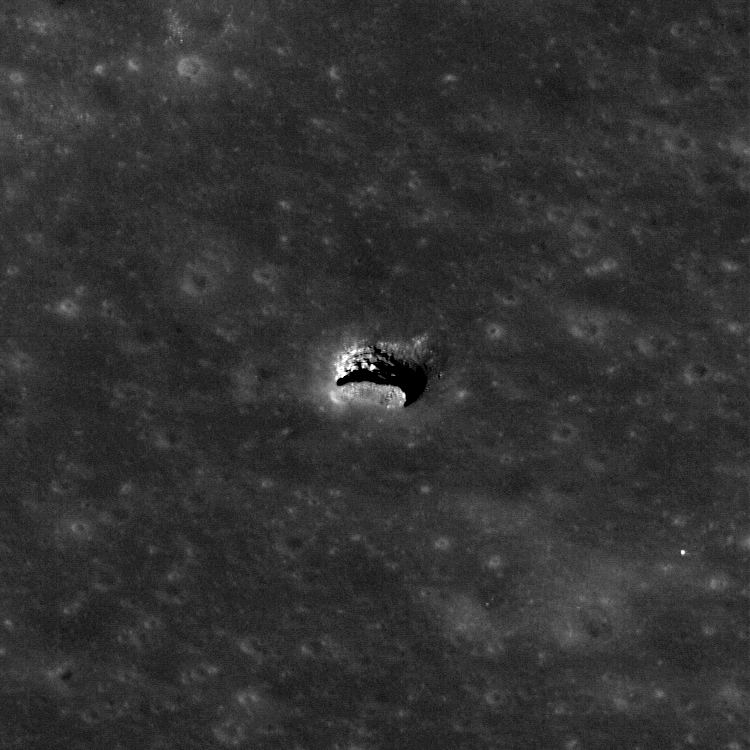
Схилий вид на провал «Haruyama Skylight» на пагорбах Маріус.

Область, що демонструє лавовий тунель та борозни, є регіоном пагорбів Маріус (14°4′20.83″ пн. ш. 56°44′57.49″ зх. д. / 14.0724528° пн. ш. 56.7493028° зх. д., 14°4′20.83″ пн. ш. 56°44′57.49″ зх. д. / 14.0724528° пн. ш. 56.7493028° зх. д.) У 2008 році японський космічний корабель «Кагуя» зміг виявити отвір лавового тунелю в цій області. Отвір було більш детально сфотографовано в 2011 році орбітальним апаратом NASA Lunar Reconnaissance Orbiter. На зробленому апаратом знімку видно як яму шириною 65 метрів, так і дно ями приблизно на 36 метрів нижче. Крім того, Гора Хедлі, можливо, була частково покритим лавовим тунелем, деякі частини якого з тих пір обвалилися. У Морі Ясності також можуть бути лавові тунелі.
Lunar Reconnaissance Orbiter зробив зображення понад 200 ям, які схожі на просвіти в підповерхневих пустотах або печерах діаметром приблизно від 5 м до понад 900 м, хоча деякі з них, швидше за все, є структурними елементами, що утворились після потоку, а не вулканічними вікнами.
Орбітальний апарат ISRO Чандраян-1 сфотографував місячну борозну, утворену стародавнім потоком місячної лави, з незгорнутим сегментом, що вказує на ймовірну присутність лавового тунелю поблизу місячного екватора. Розміри тунелю приблизно 2 км у довжину та 360 м у ширину.
Гравіметричні спостереження космічного корабля GRAIL свідчать про наявність місячних лавових тунелів шириною понад 1 км. За припущення, що співвідношення ширини до висоти 3:1, така конструкція може залишатися стабільною зі стелею товщиною 2 м.

## Пропозиції досліджень
Кілька груп запропонували роботизовані місії для дослідження місячних і марсіанських лавових тунелів.
Місія «Moon Diver» під керівництвом Лаури Кербер пропонує відправити двоколісний марсохід AXEL, розроблений NASA-JPL, у місячну яму, щоб дослідити історію місячного моря та виверження базальту.
У 2019 році Європейське космічне агентство запустило кампанію через Інноваційну платформу відкритого космосу ESA (OSIP) для оцінки інноваційних пропозицій, спрямованих на дослідження, документування та 3D-картографування вулканічних порожнин на Місяці. Було вибрано два взаємодоповнюючих дослідження: «Descent And Exploration in Deep Autonomy of Lava Underground Structures» (DAEDALUS) Sphere and the RoboCrane. DAEDALUS — це прототип, розроблений Університетом Вюрцбурга (Німеччина), Університетом Якобса (Німеччина), Університетом Падуї (Італія), INAF-Osservatorio di Padova (Італія) та VIGEA-Virtual Geographic Agency (Італія). Цей прототип оснащений декількома компонентами, здатними створювати 3D-карти високої чіткості під час спуску та автономно рухатися всередині лавового тунелю. Ця система оснащена лідаром і стереоскопічними камерами, щоб гарантувати майже повне покриття для отримання даних у будь-яких умовах.

## Місця проживання людини

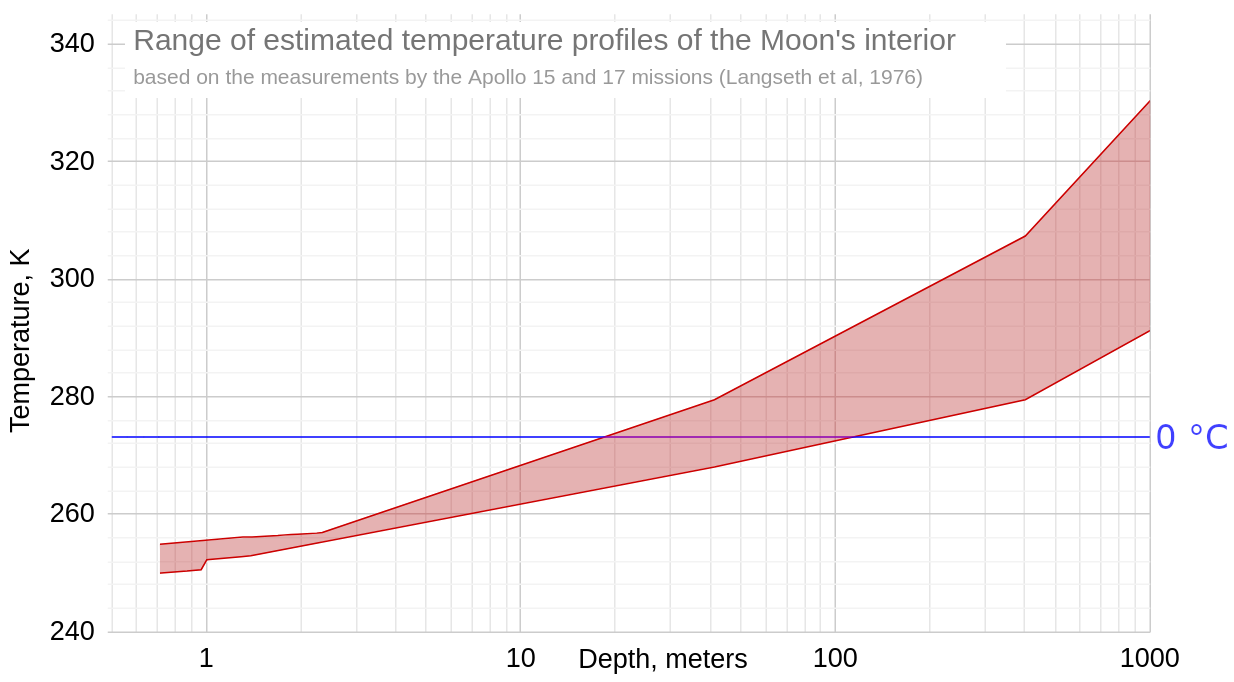
Температура всередині Місяця зростає з глибиною

Місячні лавові тунелі потенційно можуть служити огородженнями для проживання людей. Тунелі розміром понад 300 м у діаметрі може існувати, лежачи під 40 або більше метрами базальту зі стабільною температурою −20 °C (−4 °F). Ці природні тунелі забезпечують захист від космічного випромінювання, сонячного випромінювання, метеоритів, мікрометеоритів і викидів від ударів. Вони ізольовані від екстремальних коливань температури на поверхні Місяця і можуть забезпечити стабільне середовище для мешканців.
Місячні лавові тунелі зазвичай знаходяться вздовж кордонів між місячними морями та високогірними регіонами. Це дає легкий доступ до: підвищених регіонів для цілей зв'язку та базальтових рівнин як місць посадки та збирання реголіту і корисних копалин.